# Archidiocèse de Košice
L'archidiocèse de Košice est situé dans l'est de la Slovaquie dans une région majoritairement catholique.

## Situation et accès

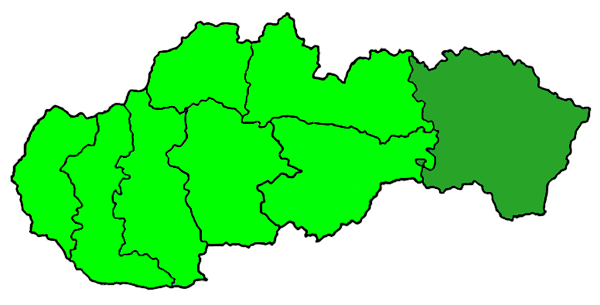

L'archidiocèse a une superficie de 10 403 km2. On y compte 447 prêtres pour 678 170 catholiques. Les diocèses de Spiš (siège à Spišské Podhradie) et de Rožňava sont suffragants.
Le siège de l'archidiocèse est la cathédrale Sainte-Élisabeth de Košice.

## Historique
Le 10 août 1804 fut créé l'évêché catholique de Košice. Le 31 mars 1995, le pape Jean-Paul II élève l'évêché au rang d'archevêché. Depuis 1977, celui-ci faisait partie de la province de Trnava, auparavant il était suffragant de l'archidiocèse d'Eger en Hongrie.
L'archidiocèse fut le témoin de deux visites pontificales de Jean-Paul II, les 2 juin 1995 et 3 juin 1995 lors de son second séjour en Slovaquie. Il visita les villes de Košice, Prešov et Levoča et lors de son troisième et dernier voyage en Slovaquie en s'arrêtant dans la ville de Rožňava.

## Liste des évêques et archevêques
| Nom                      | Titre      | Entrée en fonction | Fin de fonction   | Armoiries |
| ------------------------ | ---------- | ------------------ | ----------------- | --------- |
| André Szabó              | évêque     | 20 août 1804       | 28 septembre 1819 |           |
| István Csech (hu)        | évêque     | 8 janvier 1821     | 4 juin 1831       |           |
| Imre Palugyay            | évêque     | 1830               | 13 février 1839   |           |
| Antal Ocskay (hu)        | évêque     | 17 mai 1838        | 11 septembre 1848 |           |
| József Kunszt (hu)       | évêque     | 20 mai 1850        | 15 mai 1852       |           |
| Ignác Fábry              | évêque     | 15 mai 1852        | 26 juin 1867      |           |
| Ján Perger               | évêque     | 13 mai 1868        | 5 avril 1876      |           |
| Konstantin Schuster (hu) | évêque     | 1er juillet 1877   | 1886              |           |
| Zsigmond Bubics          | évêque     | 30 mai 1887        | Octobre 1906      |           |
| Augustín Fischer-Colbrie | évêque     | 6 août 1906        | 17 mai 1925       |           |
| Stefan Madarász          | évêque     | 19 juillet 1939    | 8 août 1948       |           |
| Alojz Tkáč               | archevêque | 14 février 1990    | 4 juin 2010       |           |
| Bernard Bober            | archevêque | 4 juin 2010        |                   |           |